# Grand Prix Formule 1 van de Verenigde Staten 1966
De Grand Prix Formule 1 van de Verenigde Staten 1966 werd gehouden op 2 oktober op het Watkins Glen International circuit in Watkins Glen (New York). Het was de achtste race van het seizoen. 

## Uitslag
| Pos. | Nr. | Coureur         | Constructeur    | Rondes | Tijd / Oorzaak uitval | Grid | Punten |
| ---- | --- | --------------- | --------------- | ------ | --------------------- | ---- | ------ |
| 1    | 1   | Jim Clark       | Lotus-BRM       | 108    | 2:09:40.11            | 2    | 9      |
| 2    | 8   | Jochen Rindt    | Cooper-Maserati | 107    | Geen benzine          | 9    | 6      |
| 3    | 7   | John Surtees    | Cooper-Maserati | 107    | + 1 Ronde             | 4    | 4      |
| 4    | 19  | Jo Siffert      | Cooper-Maserati | 105    | + 3 Rondes            | 13   | 3      |
| 5    | 17  | Bruce McLaren   | McLaren-Ford    | 105    | + 3 Rondes            | 11   | 2      |
| 6    | 2   | Peter Arundell  | Lotus-Climax    | 101    | + 7 Rondes            | 19   | 1      |
| NF   | 10  | Innes Ireland   | BRM             | 96     | Alternator            | 17   |        |
| NC   | 12  | Richie Ginther  | Honda           | 81     | Niet geklasseerd      | 8    |        |
| NF   | 18  | Mike Spence     | Lotus-BRM       | 74     | Ontsteking            | 12   |        |
| NF   | 14  | Ronnie Bucknum  | Honda           | 58     | Motor                 | 18   |        |
| NC   | 22  | Jo Bonnier      | Cooper-Maserati | 57     | Niet geklasseerd      | 15   |        |
| NF   | 5   | Jack Brabham    | Brabham-Repco   | 55     | Motor                 | 1    |        |
| NF   | 4   | Jackie Stewart  | BRM             | 53     | Motor                 | 6    |        |
| NF   | 3   | Graham Hill     | BRM             | 52     | Differentieel         | 5    |        |
| NF   | 9   | Lorenzo Bandini | Ferrari         | 34     | Motor                 | 3    |        |
| NF   | 6   | Denny Hulme     | Brabham-Repco   | 18     | Motor                 | 7    |        |
| NF   | 11  | Pedro Rodriguez | Lotus-BRM       | 13     | Opgave                | 10   |        |
| NF   | 15  | Dan Gurney      | Eagle-Weslake   | 13     | Koppeling             | 14   |        |
| DQ   | 16  | Bob Bondurant   | Eagle-Climax    | 5      | Gediskwalificeerd     | 16   |        |

## Statistieken
| Pole-position | Jack Brabham | Brabham-Repco   | 1:08.42 |
| Snelste ronde | John Surtees | Cooper-Maserati | 1:09.67 |

## Noot
- Dit was de 82ste Grand Prix-start voor Jack Brabham, wat hem de meest ervaren coureur van dat moment maakte. Hij verbrak het oude record van Maurice Trintignant (81), gevestigd tijdens de Grote Prijs van Italië van 1964.

Grand Prix Formule 1 van de Verenigde Staten: 1908 · 1910 · 1911 · 1912 · 1914 · 1915 · 1916 · 1959 · 1960 · 1961 · 1962 · 1963 · 1964 · 1965 · 1966 · 1967 · 1968 · 1969 · 1970 · 1971 · 1972 · 1973 · 1974 · 1975 · 1976 · 1977 · 1978 · 1979 · 1980 · 1989 · 1990 · 1991 · 2000 · 2001 · 2002 · 2003 · 2004 · 2005 · 2006 · 2007 · 2012 · 2013 · 2014 · 2015 · 2016 · 2017 · 2018 · 2019 · 2021 · 2022 · 2023 · 2024 · 2025 · 2026

Indianapolis 500: 1950 · 1951 · 1952 · 1953 · 1954 · 1955 · 1956 · 1957 · 1958 · 1959 · 1960

Grand Prix Formule 1 van de Verenigde Staten West: 1976 · 1977 · 1978 · 1979 · 1980 · 1981 · 1982 · 1983

Grand Prix Formule 1 van Las Vegas: 1981 · 1982 · 2023 · 2024 · 2025

Grand Prix Formule 1 van de Verenigde Staten Oost: 1982 · 1983 · 1984 · 1985 · 1986 · 1987 · 1988

Grand Prix Formule 1 van Dallas: 1984

Grand Prix Formule 1 van Miami: 2022 · 2023 · 2024 · 2025 · 2026 · 2027 · 2028 · 2029 · 2030 · 2031